# Mantispa paraguayana
Mantispa paraguayana är en insektsart som beskrevs av Ohl 2004. Mantispa paraguayana ingår i släktet Mantispa och familjen fångsländor. Inga underarter finns listade i Catalogue of Life.